# Innsbruck
Innsbruck (německy  ˈɪnsbʁʊk, zastarale Inšpruk nebo Inomostí, latinsky Oenipontum) je hlavní město rakouské spolkové země Tyrolsko. Leží v údolí Innu, v bezprostředním podhůří Alp, asi 30 km severně od Brennerského průsmyku, nejschůdnější cesty do Itálie. V bezprostřední blízkosti města jsou vysoké hory, na severu Hafelekar (2334 m) a na jihu Serles (2718 m).
Jméno je složeno z německých názvů řeky Inn a most (německy die Brücke), znamená tedy most přes řeku Inn. Innsbruck je páté největší město Rakouska (po Vídni, Štýrském Hradci, Linci a Salcburku). Žije zde přibližně 131 tisíc obyvatel. Innsbruck má univerzitu a další vysoké školy, je sídlem biskupa a oblíbeným cílem turistů a lyžařů.
Jako statutární město má obec postavení okresu, který se podle zemské vyhlášky označuje jako okres Innsbruck-město (německy Bezirk Innsbruck-Stadt).

## Historie
Místo je osídleno kolem 3000 let, což dokazují nálezy z mladší doby kamenné a urny s ostatky z doby bronzové. Další archeologické nálezy z období Laténské kultury pocházejí z centra města. Ve 4. století po Kristu vznikla v dnešním Wiltenu římská pevnost Vedildena, která měla ochránit římskou cestu spojující Veronu s Brennerským průsmykem a Řeznem. V období stěhování národů pevnost v 6. století zanikla. Další sídla jsou známa jako Ambras, Hötting a Mühlau. Roku 1138 byl založen klášter premonstrátů Wilten, který provozoval převoz přes řeku Inn. Koncem 12. století zde vznikla osada při mostu a před rokem 1205 dostala osada městská práva. Vliv osady rychle rostl, protože kontrolovala obchodní stezku do Itálie.
Hrabě Berchtold V. zde roku 1170 založil první tržnici, nazývanou nejdříve Insprucke, což bylo odvozeno z latinského Oenipontum nebo Oeni pons a dodnes Innsbruck, v překladu most na Innu. Mezi léty 1187 a 1205 obdržel trh městská práva, a z celních poplatků za obchodní cestu do Itálie jeho význam a zisk značně rostl. V roce 1267 vznikla městská pečeť a znak města viděného z ptačí perspektivy. Město rostlo pomalu, protože pozemky patřily klášteru ve Wiltenu a bylo třeba je pokaždé směnit. Roku 1281 bylo město rozšířeno o Nové město (dnešní oblast ulice Marie Terezie).
Cesta přes Brenner byla roku 1300 zpevněna a opevněna, takže jí mohly projíždět i kočáry, což byla konkurenční výhoda oproti ostatním průsmykům jako například sousední Via Rosia nebo via Claudia Augusta, kde ještě dlouho sloužili k přepravě mezci. Téhož roku byly založeny první městská nemocnice na dnešním náměstí Adolfa Pichlera a hřbitov.
Od roku 1420 byl Innsbruck residencí tyrolského hraběte Fridricha IV. Habsburského a během 15. století zde vznikla řada významných staveb: Stará radnice (1358) s městskou věží (1450), Hofburg (1456), Ottův hrádek (1495) a Stará zbrojnice (kolem 1500). Roku 1485 zde iniciátor "Kladiva na čarodějnice" Heinrich Institoris zahájil čarodějnické procesy, které však byly ještě téhož roku zastaveny.
Od konce 15. století až do své smrti roku 1519 zde sídlil císař Maxmilián I. Habsburský. Své sídlo sem přesunul z důvodu blízkosti stříbrných dolů v Hallu, kde razil císařskou minci i medaile.
V letech 1503–1513 byl při císařském hradě založen dvorní kostel (Hofkirche), v němž synovec císaře Maxmiliána dal postavit mramorové mauzoleum s výjevy z jeho života na bronzových deskách (kenotaf). Roku 1562 pozval arcivévoda Ferdinand I. Tyrolský spoluzakladatele řádu jezuitů Petra Canisia, aby založil jezuitské gymnázium, dnešní Akademické gymnázium. Roku 1630 hrabě Leopold V. založil první operní divadlo mimo Itálii; na jeho místě stojí dnešní Kongresshaus.
Tyrolští Habsburkové vymřeli po meči úmrtím arcivévody Sigmunda Franze roku 1665, kdy byl Innsbruck naposledy jejich hlavním sídlem. Díky tomu zůstal gotický a renesanční ráz města nezměněn. Roku 1669 založil císař Leopold I. Habsburský v Innsbrucku Univerzitu se čtyřmi fakultami.

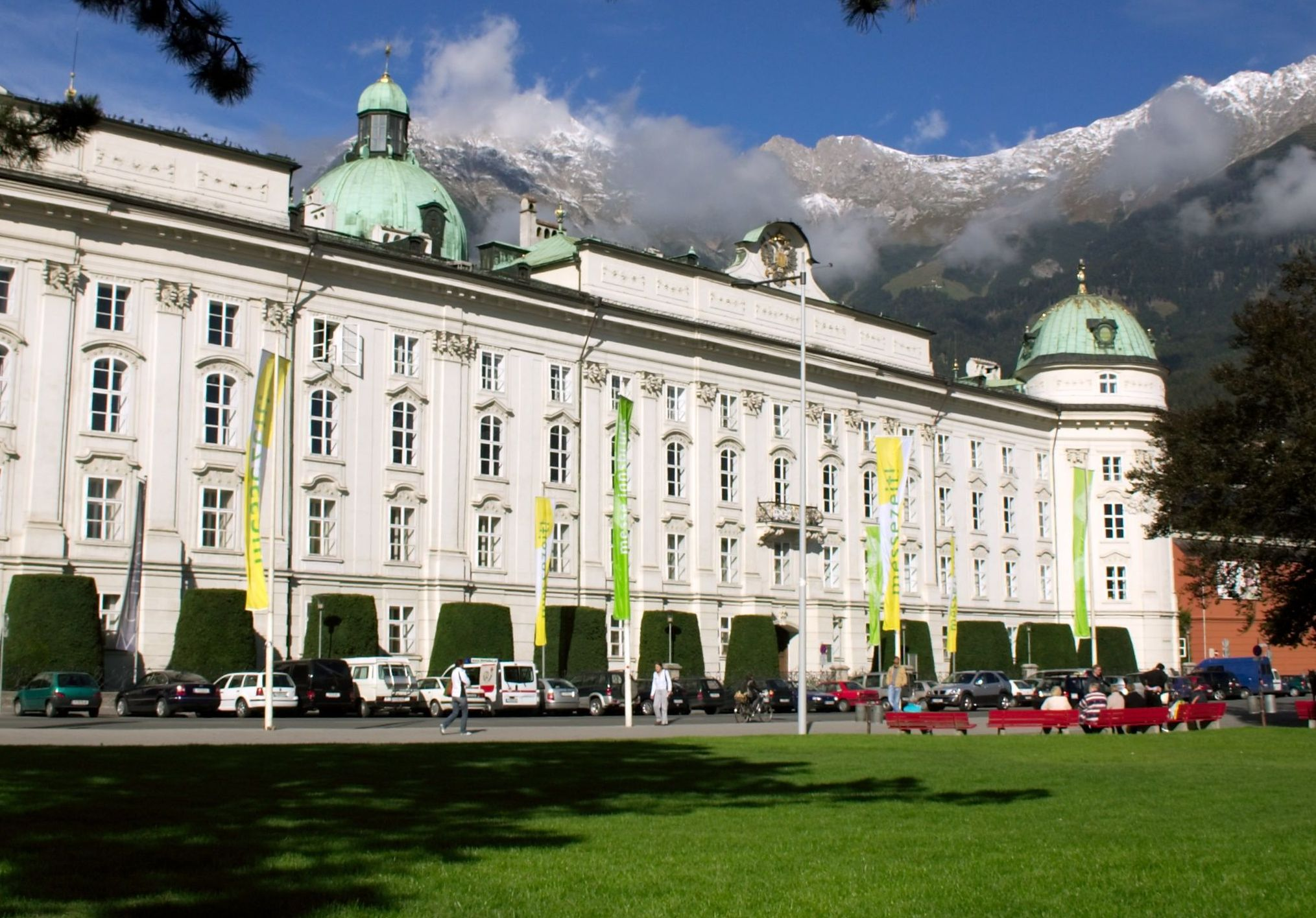
Innsbruck, Hofburg

Roku 1858 byl Innsbruck spojen železnicí s Mnichovem a 1867 vznikla železnice přes Brennerský průsmyk do Itálie. Roku 1912 byla železnice prodloužena až do Garmisch-Partenkirchenu.

### 20. století
Na konci první světové války byl Innsbruck obsazen italskými jednotkami, které odtáhly až roku 1924. Během druhé světové války byl Innsbruck 22krát bombardován spojeneckými jednotkami. 16. prosince 1944 byl těžce poškozen dvorní kostel. Jako jedno z mála rakouských měst byl Innsbruck ke konci války obsazen americkými vojáky. Po ukončení války bylo město zařazeno do francouzské okupační zóny.
15. ledna 1948 zde bylo nově otevřeno letiště, významné pro rozvoj turistického ruchu v této oblasti. Po připojení jižního Tyrolska k Itálii se stal Innsbruck centrem aktivistů toužících po navrácení Tyrolska rakouskému státu. V Innsbrucku se dvakrát konaly Zimní olympijské hry, a to v letech 1964 a 1976, a zimní Paralympijské hry (1984 a 1988). Záměr konání dalších zimních olympijských her v roce 2006 měl sice podporu přilehlých oblastí, ale obyvatelé Innsbrucku byli proti. V roce 1974 byla zavedena do města Hallu elektrická lanovka, jejíž stavbu prohlásil starosta za svou největší chybu.[zdroj⁠?!] Roku 1988 sloužil papež Jan Pavel II. mši pod širým nebem na stadiónu Bergisel. Roku 1999 se na stejném stadiónu konala snowboardová soutěž Air&Style Contest, která skončila úmrtím šesti účastníků. Po této nehodě byly stadión i můstek přebudovány.

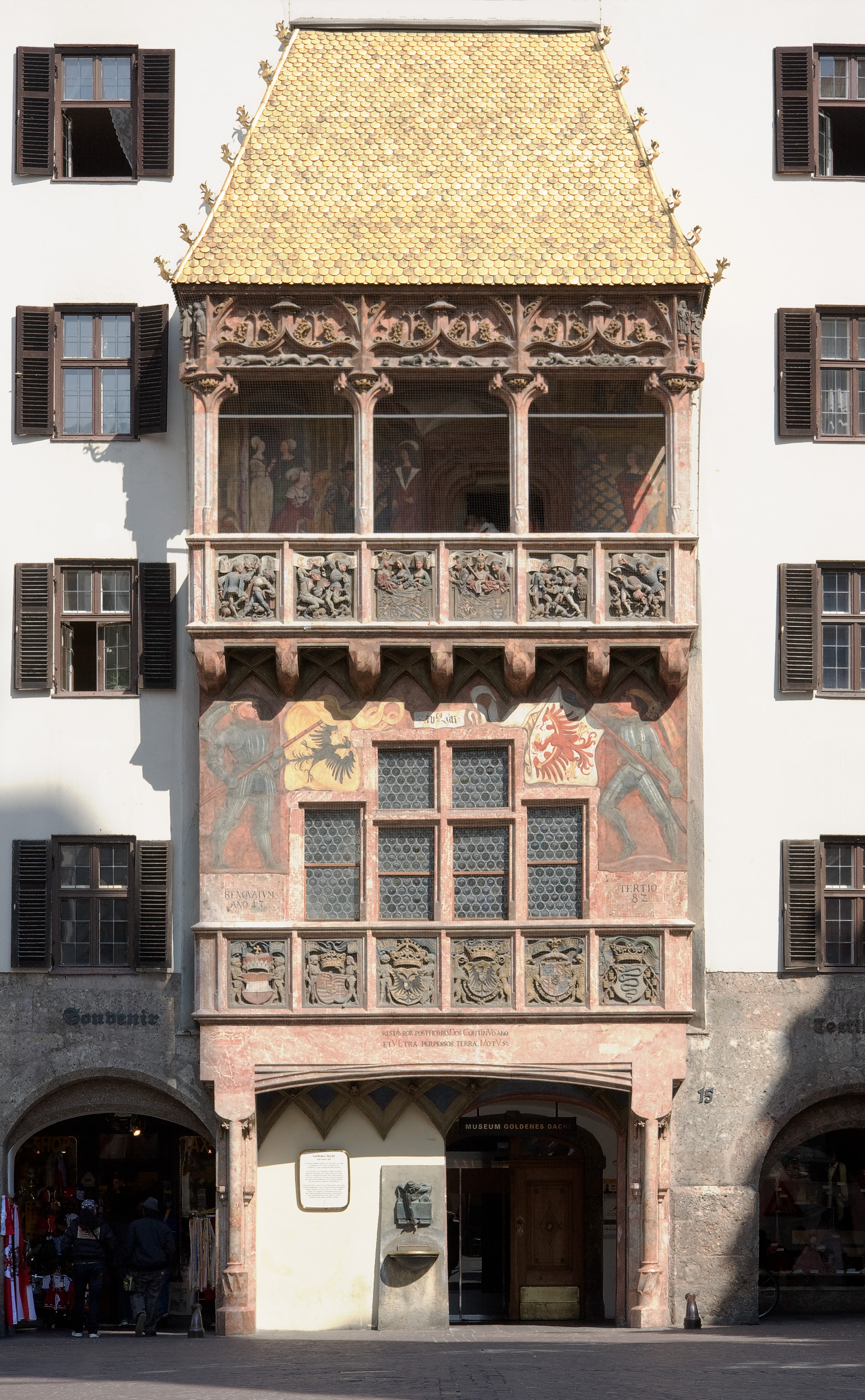
„Zlatá stříška“ (1497-1500)

Roku 1998 provedl profesor Bodner na zdejší Univerzitní klinice českému prezidentu Václavu Havlovi operaci střev, a tak mu zachránil život.

### Architektura po 2. světové válce
Po válce začala obnova města, ale zásadní změny proběhly před Olympiádou roku 1964 a 1976, kdy vznikla úplně nová čtvrť Reichenau a Olympijská vesnička.
Roku 1973 byly zahájeny stavby Kongresního domu, Koncertního domu, Veletržního centra. To vše s tyrolským šarmem v dostupnosti městského centra. Například na stavbě Kongresového centra se podíleli architekti jako: Marschalek, Ladstätter, Gantar, Prachensky, Heiss.

### 21. století
V roce 2001 byl podle návrhu architektky Z. Hadid postaven nový můstek v areálu Bergisel. Francouzský architekt Dominique Perrault navrhl radniční galerii. Fakulta lékařství se na začátku roku 2004 oddělila od univerzity a založila vlastní Lékařskou univerzitu. Roku 2005 se zde konala Univerziáda (Olympiáda univerzit), Mistrovství světa v hokeji se konalo zde a ve Vídni. Roku 2006 bylo otevřeno nádraží Nordkettenbahn. Roku 2008 zde proběhlo Mistrovství Evropy ve fotbale, Mistrovství světa v hokeji se konalo zde a ve Švýcarsku. Roku 2010 se zde konalo Mistrovství světa v házené.
Roku 2012 se zde konaly první Zimní olympijské hry mládeže.

## Pamětihodnosti
- Helblingův dům (Helblinghaus)

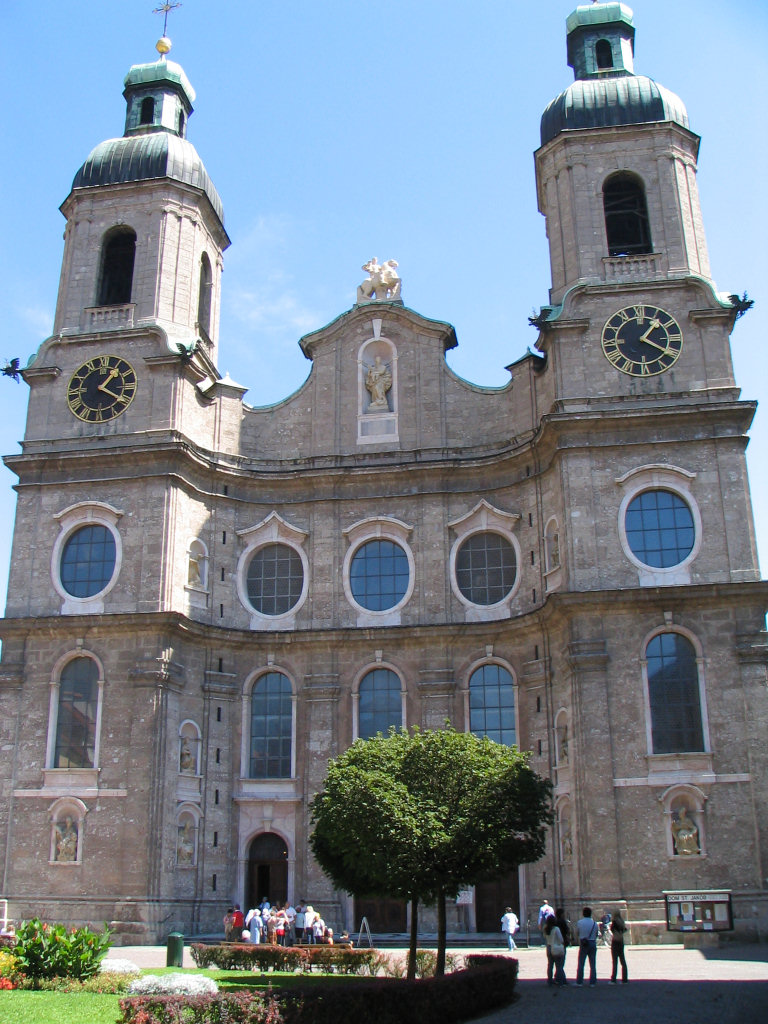
Innsbruck, dóm sv. Jakuba

- Zlatá stříška (Goldenes Dachl), pozdně gotický arkýř císaře Maxmiliána I. z let 1497–1500
- Barokní dóm svatého Jakuba z let 1717–1724 na místě staršího kostela ze 12. století
- Císařský zámek (Hofburg) spojený s dvorním kostelem (Hofkirche) si založil císař Maxmilián I. Habsburský jako hlavní sídlo a rezidenci před rokem 1500, zámek s parkem byl rozšířen v pozdně barokním stylu kolem roku 1760.
- Dvorní kostel (Hofkirche), renesanční síňové trojlodí založil při své rezidenci císař Maxmilián I. Uvnitř kostela stojí náhrobek císaře Maxmiliána I. s plastikou sedícího panovnického páru, který je chráněn umělecky kovanou mříží. Po obvodu chrámové lodi stojí bronzové plastiky členů habsburského rodu a několika dalších evropských panovníků a jejich manželek v nadživotní velikosti. (Maxmilián I. je však pohřben ve Vídeňském Novém Městě.) Unikátní renesanční sochařská práce pochází z kovolitecké dílny sochaře Petra Vischera staršího v Norimberku. Kostel je katedrálou, sídlem biskupa innsbrucké diecéze.
- Stará sněmovna, barokní budova z let 1725–1728
- Kamenný morový sloup sv. Anny v barokním slohu vytesal C. Benedetti roku 1706.
- Premonstrátský klášter Wilten s barokním kostelem z let 1751–1756 byl postaven na místě raně křesťanského kostelíka z 5. století a románského kláštera ze 12. století
- Renesanční zámek Ambras zbudoval arcivévoda Ferdinand Tyrolský na návrší JV od města, přenesl do něj své umělecké sbírky z Křivoklátu, které v něm sídlí dodnes pod správou vídeňského Uměleckohistorického muzea
- Lanovka vede ze středu města na Hungerburg a je přes 1800 m dlouhá.
- Skokanský můstek na Bergisel byl zbudován pro zimní olympijské hry roku 1964, kdy na něm skokan Dalibor Motejlek získal jedinou (bronzovou) medaili pro československou olympijskou výpravu; dodnes je můstek znám z každoročního Turné čtyř můstků. Dnešní architektonickou podobu navrhlo arch. studio Zaha Hadid.
- Městské parní lázně Innsbruck, památkově chráněná budova na Salurner Straße.
- Kostel tří svatých (Innsbruck), památkově chráněný kostel z roku 1613, který byl postaven během morové rány.
- Kaple Egerdach ve čtvrti Amras na Hermann-Gmeiner Straße, je zasvěcena svatému Kříži.
- Bývalý kostel uršulinek, v Innsbrucku na Innrainu 5-7, v kterém jsou dnes dva sály pro společenské akce. V sousedním klášteru sídlí hudební škola, klášterní dvůr je přestavěn na nákupní pasáž.

## Osobnosti
- Fridrich III. Habsburský (1415–1493), římský císař
- Konrád Seusenhofer († 1517), zbrojíř a platnéř
- Anna Tyrolská (1585–1618), římská císařovna a česká královna, manželka Matyáše Habsburského
- Klaudie Felicitas Tyrolská (1653–1676), římská císařovna a česká královna, manželka Leopolda I.
- Leopold Josef Lotrinský (1679–1729), otec Františka I. Štěpána Lotrinského
- Johann Nepomuk Kravogl (1803–1873), učitel, malíř a litograf
- Hermann Buhl (1924–1957), horolezec
- Barbara Schettová (* 1976), tenistka

## Sport
Ve městě hraje velké množství fotbalových klubů. Mezi ty nejznámější patří:
- FC Swarovski Tirol

Ve městě hraje velké množství hokejových klubů. Mezi ty nejznámější patří:
- HC TWK Innsbruck

Ve městě se konalo spoustu sportovních akcí. Mezi nejvýznamnější akce, které se zde konaly, patří:
- Zimní olympijské hry 1964
- Zimní olympijské hry 1976
- Mistrovství Evropy ve fotbale 2008
- Mistrovství světa v ledním hokeji 2005

## Správní členění
Innsbruck se člení do devíti katastrálních obcí (tyto se dále dělí do menších částí). Jsou jimi:
- Innsbruck-střed: Altstadt, Dreiheiligen, Saggen, St. Nikolaus, Mariahilf
- Wilten: Mentlberg, Sieglanger, Wilten West
- Pradl: Pradler-Saggen
- Reichenau
- Hötting: Höttinger Au, Hötting West, Sadrach, Allerheiligen, Kranebitten
- Hungerburg/Hoch-Innsbruck
- Mühlau
- Amras: Roßau
- Arzl: Neuarzl, Olympisches Dorf
- Vill
- Igls

## Klimatické poměry
Průměrná roční teplota činí 8,6 °C, průměrné roční srážky 911 mm.

## Doprava

### Letecká doprava
V Innsbrucku se na západě města ve čtvrti Kranebitten nachází mezinárodní letiště. To v roce 2015 přepravilo za rok poprvé přes milion cestujících.

### Silniční doprava
Město leží na dálnici A12 (Inntalautobahn), která město spojuje západním směrem se silnicí S16 Arlbergschnellstraße a východním směrem s křižovatkou Autobahndreieck Rosenheim, z které vychází dálnice do Mnichova a Salcburku. Jižním směrem od města se nachází Brennerský průsmyk s dálnicí A13 (Brenner Autobahn). Severním směrem vede silnice B177 (Seefelder Straße) přes Zirler Berg do města Seefeld in Tirol a dále přes Mittenwald do německého Garmisch-Partenkirchen.

### Železniční doprava
Innsbruck je mezinárodní železniční křižovatkou. Leží na dráze Unterinntalbahn, která je součástí Westbahn, vedoucí z Vídně přes Linec, Salcburk, Wörgl a Innsbruck do Curychu/Basileje a Bregenzu. Z Innsbruck vychází západním směrem úsek zvaný Arlbergbahn. Východním směrem jezdí po Westbahn také vlaky, které ze stanice Wörgl pokračují po trati Giselabahn ve směru Klagenfurt a Štýrský Hradec, z nichž některé pokračují do Bělehradu. Trať mezi Innsbruckem a Wörglem je jednou z nejvytíženějších v Rakousku (až 430 vlaků denně) a v současnosti probíhá v rámci výstavby koridoru TEN (Berlín - Palermo) její zečtyřkolejnění.
V severojižním směru vede přes město trať Mnichov-Verona, která se z Innsbrucku na jih nazývá Brennerbahn a vede přes Brennerský průsmyk. Severním směrem vede trať Mittenwaldbahn do německého Garmisch-Partenkirchen
Uzlem těchto tratí je hlavní nádraží.

## Slavní rodáci
- Ettore Sottsass (1917–2007), italský architekt a designér[1]
- Hermann Buhl (1924–1957), rakouský horolezec[2]
- Barbara Schettová (* 1976), bývalá profesionální rakouská tenistka[3]

## Partnerská města
- Aalborg, Dánsko, 1982
- Freiburg im Breisgau, Německo, 1963
- Grenoble, Francie, 1963
- Krakov, Polsko, 1998
- New Orleans, USA, 1995
- Sarajevo, Bosna a Hercegovina, 1980
- Tbilisi, Gruzie, 1982 [4]

## Další informace
- Nejnižší bod: 565 m n. m.
- Nejvyšší bod: 2641 m n. m.
- NUTS III (oblast): AT332 INNSBRUCK.